# Joaquín García Benítez

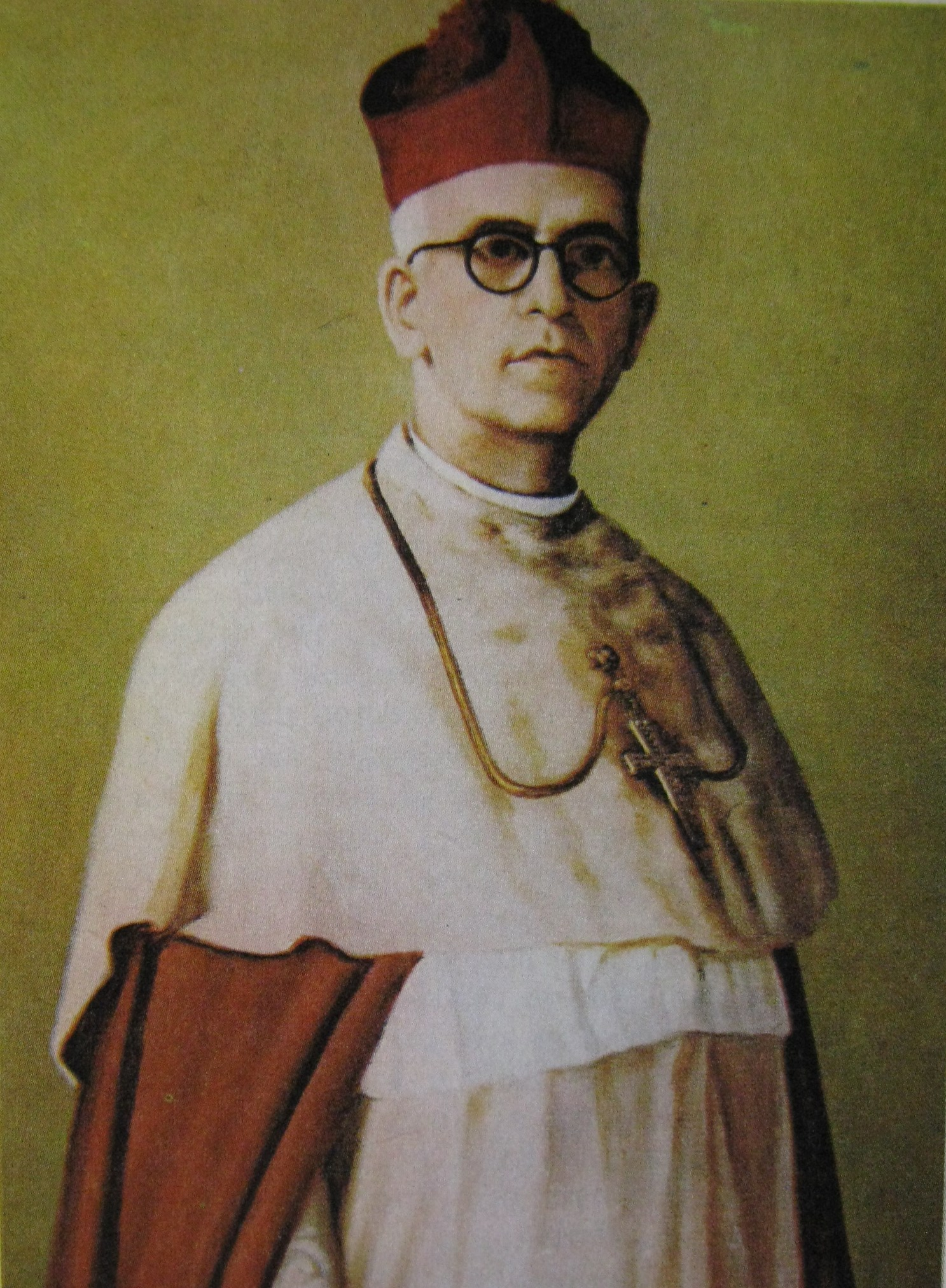
Joaquín García Benítez

Wappen von Joaquín García Benítez

Joaquín García Benítez CIM (* 4. April 1883 in Bucaramanga; † 1. September 1958) war ein kolumbianischer Geistlicher und von 1942 bis 1957 römisch-katholischer Erzbischof von Medellín.

## Leben
Joaquín García Benítez erhielt 1896 die Erlaubnis seiner Eltern, das Priesterseminar  zu besuchen. 1905 reiste er nach Europa und trat dort der auch unter dem Namen Eudisten bekannten Kongregation von Jesus und Maria bei. Am 18. Dezember 1909 empfing er die Priesterweihe, im Juni 1910 wurde er zum Doctor theologiae promoviert. Bis zu seiner Bischofsernennung war er Rektor des Seminars San Pedro im kolumbianischen Departamento de Antioquia.
Papst Benedikt XV. ernannte García am 15. September 1917 zum Bischof von Santa Marta. Er war der erste Eudist aus Kolumbien, der zum Bischof ernannt wurde. Die Bischofsweihe spendete ihm am 17. Februar 1918 Rafael Afanador y Cadena, Bischof von Nueva Pamplona. Mitkonsekratoren war der Bischof von Socorro Antonio Vicente Arenas y Rueda. Papst Pius XII. ernannte García am 14. Mai 1942 zum Erzbischof von Medellín. In seiner Amtszeit gründete er dort ein Knabenseminar. 
García bat Papst Pius XII. 1951 aus gesundheitlichen Gründen, ihm einen Weihbischof zur Seite zu stellen. Am 28. November 1957 legte er sein Bischofsamt nieder und wurde Titularerzbischof von Selymbria.
Joaquín García Benítez starb im Folgejahr im Alter von 75 Jahren und wurde in der Kathedrale von Medellín beigesetzt.